# Południca słoneczna

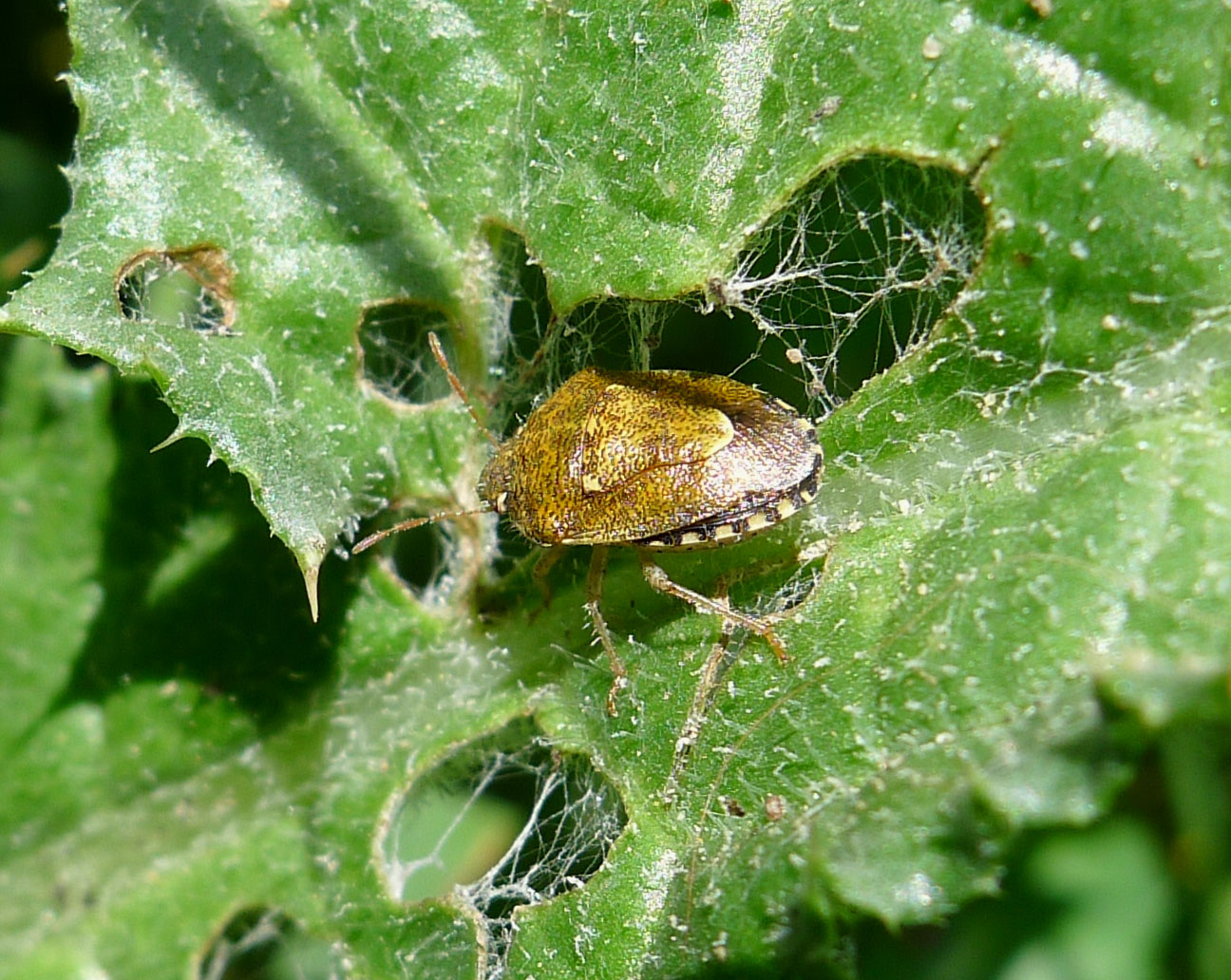
Imago na roślinie żywicielskiej

Południca słoneczna (Staria lunata) – gatunek pluskwiaka z podrzędu różnoskrzydłych i rodziny tarczówkowatych. Jedyny przedstawiciel monotypowego rodzaju południca (Staria). Zamieszkuje zachodnią i środkową część Palearktyki. Zasiedla stanowiska ciepłe.

## Taksonomia
Gatunek ten opisany został po raz pierwszy w 1835 roku przez Carla Wilhelma Hahna pod nazwą Eysarcoris lunatus. Jako miejsce typowe wskazano Niemcy. W 1860 roku Carl August Dohrn przeniósł go do monotypowego rodzaju Staria.

## Morfologia
Pluskwiak o owalnym, niewiele dłuższym niż szerokim ciele długości od 7 do 8,5 mm. Na wierzchu ciała dominuje barwa żółtobrązowa do szarobrązowej z gęstym, czarnym punktowaniem, spód ciała natomiast jest jaśniejszy i rzadziej punktowany. Oskórek porasta rzadkie i krótkie owłosienie, najlepiej widoczne na głowie oraz przedzie i bokach przedplecza. Głowa ma nadustek długości policzków, niezamknięty przez nie. Pięcioczłonowe czułki mają trzy pierwsze człony żółtobrązowe, a dwa ostatnie czerwonobrązowe; rzadziej czerwonobrązowy jest też wierzchołek członu trzeciego. Niemal dorównująca długością przykrywce tarczka ma parę jasnych, niepunktowanych wyniosłości w kątach nasadowo-bocznych oraz niepunktowany i zwykle rozjaśniony wierzchołek. Półpokrywy mają zakrywkę niemal przezroczystą do brązowawej. Odnóża są jasne z czarnym punktowaniem i plamkowaniem. Listewka brzeżna odwłoka jest jasnożółta z ciemnymi plamami, zazwyczaj podzielonymi bladymi kreskami. Przedpiersie ma płytkowate rozszerzenia zwrócone ku kłujce. Środkiem śródpiersia biegnie między biodrami żeberko. Kanaliki wyprowadzające gruczołów zapachowych zatułowia są długie i zwężają się stopniowo ku końcom.

## Ekologia i występowanie
Owad ten zasiedla stanowiska ciepłe, w tym murawy kserotermiczne, południowe stoki, słoneczne polany i łąki zalewowe. Zarówno larwy jak i postacie dorosłe są fitofagami ssącymi soki roślinne. Do ich roślin żywicielskich należą: dziewanny, macierzanki, przytulie i trędowniki. Aktywne osobniki spotyka się od wiosny do jesieni. Stadium zimującym jest postać dorosła.
Gatunek palearktyczny. W Europie znany jest z Portugalii, Hiszpanii, Francji, Luksemburga, Niemiec, Szwajcarii, Austrii, Włoch, Polski, Czech, Słowacji, Węgier, Ukrainy, Mołdawii, Rumunii, Bułgarii, Słowenii, Chorwacji, Bośni i Hercegowiny, Czarnogóry, Serbii, Albanii, Macedonii Północnej oraz europejskich części Rosji i Turcji. W Afryce Północnej podawany jest z Maroka, Algierii i Tunezji. W Azji notowany jest z Turcji, Gruzji, Armenii, Azerbejdżanu, Syrii, Jordanii, Libanu, Izraela, Iraku i Iranu.
W Polsce owad ten znany jest z pojedynczego stanowiska w Górach Świętokrzyskich, gdzie spotkany został w połowie XX wieku. XIX-wieczne doniesienie z Prus uznaje się za bardzo wątpliwe. Z kolei na „Czerwonej liście gatunków zagrożonych Republiki Czeskiej” umieszczony jest jako gatunek zagrożony wymarciem (EN).